# Kimball County
Kimball County is een county in de Amerikaanse staat Nebraska.
De county heeft een landoppervlakte van 2.465 km² en telt 4.089 inwoners (volkstelling 2000). De hoofdplaats is Kimball.

## Bevolkingsontwikkeling

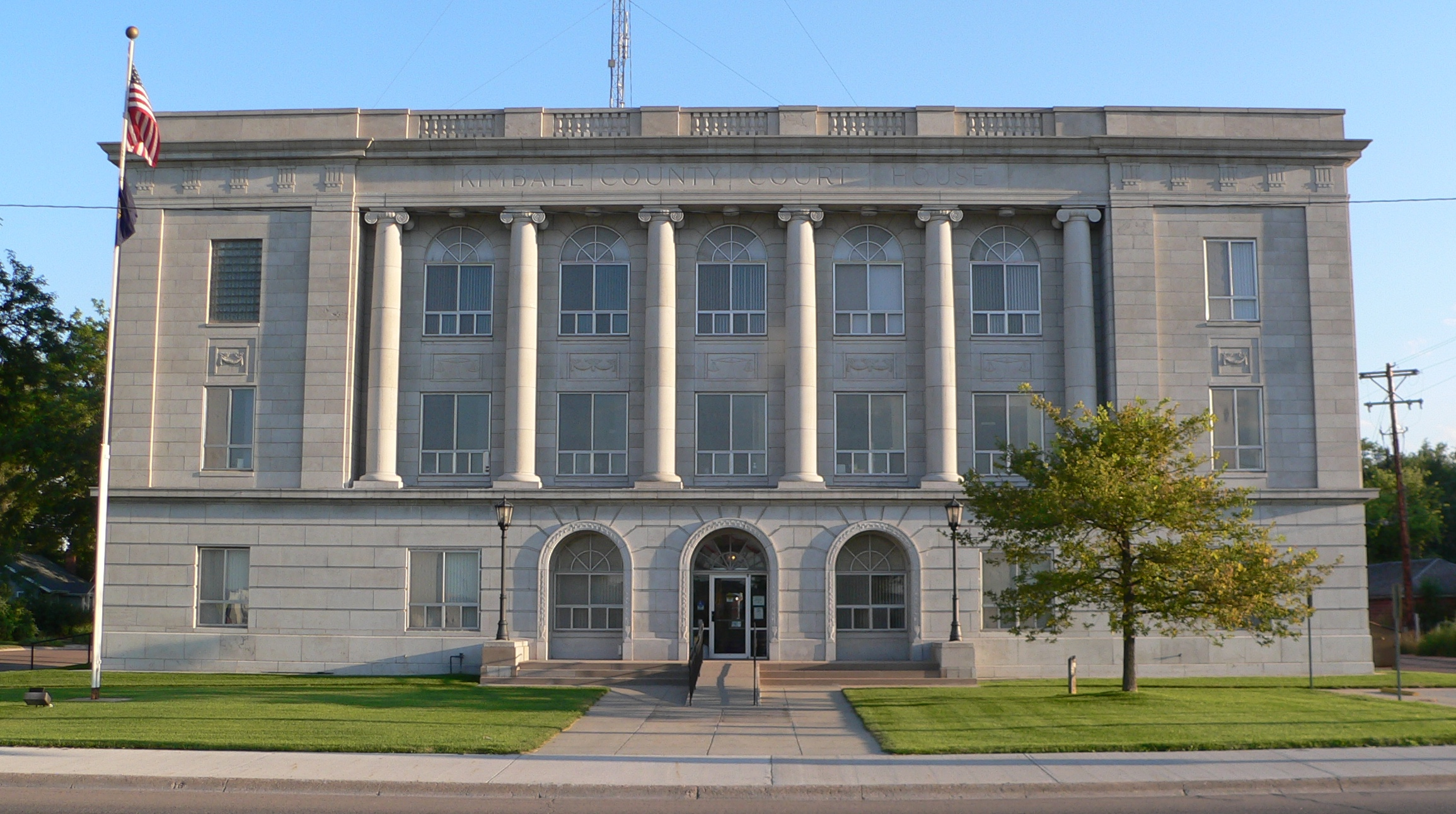
Kimball County Courthouse